# 銃後の赤誠
銃後の赤誠（じゅうごのせきせい）は、1937年（昭和12年）公開の日活映画。

## キャスト
- 井染四郎
- 音羽久米子
- 星ひかる
- 戸田春子

ほか。

## スタッフ
- 監督・脚本・原作：水ケ江竜一
- 音楽：古賀政男

## 主題歌
- 「軍国の母」（歌：美ち奴[1]、作詞：島田磬也、作曲：古賀政男[2]） テイチクレコードより発売。